# Доркин, Виктор Иванович
Виктор Иванович Доркин (3 октября 1953, Новодевиченский, Куйбышевская область — 30 марта 2006, Дзержинский) — мэр города Дзержинский в Подмосковье, жертва громкого убийства.

## Биография
Вырос в совхозе Новодевиченский в Шигонском районе Куйбышевской области. С 1970 по 1976 год учился в Куйбышевском политехническом институте, окончил институт по специальности инженер химик-технолог.
После института по распределению принят в Люберецкий Научно-исследовательский химико-технологический институт. Прошёл трудовой путь от инженера до старшего научного сотрудника, заместителя начальника лаборатории № 142.
В 1990 году избран председателем Дзержинского городского Совета народных депутатов.
В 1991 году назначен главой администрации Дзержинского. 24 февраля 1996 года избран мэром этого города. В 1999 году его избрали главой администрации Дзержинского.
Победитель конкурса «Российский мэр-95». За восстановление Николо-Угрешского монастыря награждён Святейшим Патриархом Московским и всея Руси Алексием II орденом Благоверного князя Даниила Московского II и III степени, орденом Сергия Радонежского, медалью благоверного князя Даниила Московского, а также памятным знаком Святителя Николая.
Принимал активное участие в деятельности организаций федерального уровня. С 1996 по 1999 годы входил в состав Президентского совета по местному самоуправлению в Российской Федерации. Являлся членом правления Союза российских городов, Союза наукоградов России, международной организации «Породненные города» и редакционной коллегии журнала Федерального собрания России «Российская Федерация сегодня». Награждён орденами Почета и Дружбы, медалью «В память 850-летия Москвы», отмечен наградами Московской области: знаком отличия «За заслуги перед Московской областью», медалью «За полезное».

## Убийство
30 марта 2006 года Виктор Доркин был убит, когда возвращался пешком без охраны с прямого эфира местной телевизионной программы «Открытый разговор». Виктор Иванович был застрелен из пистолета Макарова на детской площадке между домами 5 и 6 по Томилинской улице. Он был похоронен 4 апреля 2006 года на Новом кладбище города Дзержинский.

### Расследование

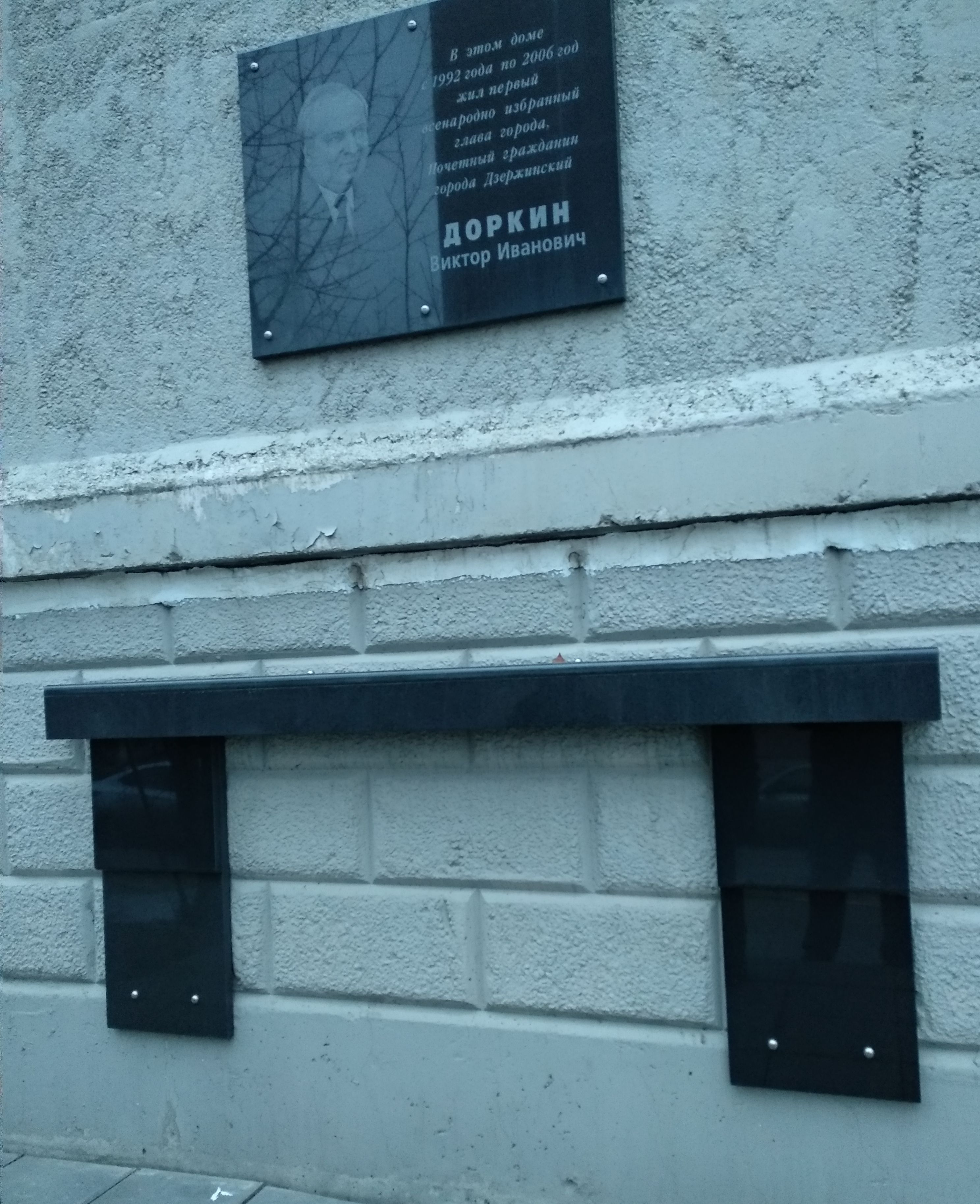
Памятная доска В. И. Доркина

Основной версией убийства рассматривалась служебная деятельность Доркина.
На основании показаний очевидцев был составлен фоторобот одного из предполагаемых убийц. Позже, по подозрению в совершении преступления был задержан ранее судимый 31-летний Сергей Булавинов. 26 апреля 2006 года ему было предъявлено обвинение.
26 апреля 2007 года Мособлсуд приступил к рассмотрению дела об убийстве Доркина. На скамье подсудимых оказались Булавинов, а также жители Дзержинского Игорь Золотенков и Игорь Столяр, обвиняемые как непосредственные исполнители преступления. Заказчиком преступления прокуратура называла бывшего вице-президента местного футбольного клуба «Орбита» Дмитрия Лукина, объявленного в международный розыск.
По версии обвинения Булавинов стрелял, Золотенков наблюдал за окружающей обстановкой, а Столяр находился за рулём автомобиля, на котором обвиняемые скрылись. Булавинов на допросах сознался, что стрелял в мэра, но позже отказался от своих показаний.
28 августа 2007 года Мособлсуд вынес приговор: Булавинов был приговорен к пятнадцати годам, Золотенков — к девяти с половиной годам лишения свободы (оба с отбыванием наказания в колонии строгого режима), Столяр был оправдан.
В 2017 Лукин был арестован в подмосковном аэропорту Внуково. Он признал вину. Дело рассматривалось судом присяжных в Мособлсуде.
26 апреля 2018 суд присяжных Мособлсуда вынес оправдательный вердикт в отношении Лукина.